# Gracila albomarginata
Gracila albomarginata – gatunek ryby z rodziny strzępielowatych, jedyny przedstawiciel rodzaju Gracila Randall, 1964. Poławiana gospodarczo na niewielką skalę oraz w wędkarstwie.

## Występowanie
Ocean Indyjski i Ocean Spokojny, rafy koralowe na głębokościach 6-120 m p.p.m.
Dorasta do 40 cm długości.